# Burhan Tia
Burhan Tia (ur. 1965) – sudański trener piłkarski. Od 2021 jest selekcjonerem reprezentacji Sudanu.

## Kariera trenerska
W swojej karierze trenerskiej Tia prowadził takie kluby jak: Al-Mourada SC, Al-Ahli Chartum, Al-Merreikh Al-Thagher, Hay Al-Arab SC, Alamal SC Atbara, ponownie Al-Mourada SC, Al Neel SC, Al-Hilal Kadougli, Al-Merreikh Al-Fasher, Al-Hilal Al-Fasher, Al-Merreikh Omdurman i Tuti SC. W grudniu 2021 roku został selekcjonerem reprezentacji Sudanu zastępując na tym stanowisku Huberta Veluda. W 2022 poprowadził Sudan w Pucharze Narodów Afryki 2021. Sudan odpadł z niego po fazie grupowej.